# Paramphiascella dahmsi
Paramphiascella dahmsi is een eenoogkreeftjessoort uit de familie van de Miraciidae. De wetenschappelijke naam van de soort is voor het eerst geldig gepubliceerd in 2010 door Chullasorn.